# کینجت: موضوعات ممنوع
کینجی‌تِی: موضوعات ممنوعه (به انگلیسی: Kinjite: Forbidden Subjects) یک فیلم سینمایی آمریکایی در ژانر فیلم اکشن محصول سال ۱۹۸۹ میلادی با بازی چارلز برانسون و کارگردانی جی. لی تامپسون در آخرین کارگردانی فیلم سینمایی‌اش بود. واژه «کینجیت» در زبان انگلیسی «ممنوع» ترجمه می‌شود، و به موضوع اشاره می‌کند.

## بازیگران
- چارلز برانسون: ستوان کرو
- پری لوپز: ادی ریوس
- خوان فرناندز: دوک
- جیمز پاکس: هیروشی هدا
- پگی لیپتون: کاتلین کرو
- سی ریچاردسون: لاون
- ماریون کدامه یو: کاروکو هدا
- بیل مک کینی: پدر برک
- جرالد کاستیلو: کَپت تُوار
- نیکول اگرت: دیئدی
- امی هاتاوی: ریتا کرو
- کومیکو هایاکاوا: فومیکو هدا
- میشل وون: ستسوکو هادا
- سام جوید جونیور: مک لین
- دنی ترخو: زندانی زندانی